# Gaston Mercier
Gaston Antoine Mercier, francoski veslač, * 5. junij 1932, Pariz, † 4. julij 1974.
Mercier je za Francijo nastopil na Poletnih olimpijskih igrah 1952, 1956 ter 1960.
Leta 1952 je v dvojcu s krmarjem osvojil naslov olimpijskega prvaka, leta 1956 pa je s četvercem brez krmarja osvojil bronasto medaljo. Na svojih tretjih Olimpijskih igrah leta 1960 je veslal v francoskem osmercu, ki je končal tekmovanje na četrtem mestu.